# サンタ・コミュニケーションズ
株式会社サンタ・コミュニケーションズ（英語: Santa Communications）は、福岡県の広告代理店である。

## 概要
福岡を中心とした広告代理店である。新聞・テレビ・ラジオ・雑誌などの広告やCM制作をはじめ、イベントやマーケティングなども手がけている。西日本エリアの輸入車ディーラーを主なクライアントに抱える。

## 沿革
- 2003年（平成15年）7月、福岡市中央区春吉に有限会社サンタ福岡として資本金300万円の法人設立。
- 2006年（平成18年）10月、本社所在地を福岡市中央区薬院に移転。
- 2013年（平成25年）11月、資本金を500万円に増資し、株式会社サンタ・コミュニケーションズに社名変更。
- 2017年（平成29年）5月、本社所在地を福岡市中央区白金に移転。
- 2023年（令和05年）1月、東京都西新宿に東京出張所開設。
- 2024年（令和06年）1月、西新宿の東京出張から港区六本木へ移設、東京オフィスを開設。

## 事業内容
総合広告代理業
- 広告プランニング
- 販売促進企画
- デザイン・ 印刷
- イベント企画・運営
- 映像企画・制作（CM・VP・番組）
- 各種媒体（TV・ラジオ・新聞・雑誌）
- OOH広告　他

WEB広告代理業
- インターネット広告プロモーション立案
- ホームページ制作
- ランディングページ・バナー制作
- web広告運用・解析
- SMSマーケティング
- web動画プロモーション　他